# Pianisten (film, 2001)
Pianisten (franska: La Pianiste) är en fransk-österrikisk dramafilm från 2001 i regi av Michael Haneke. Manuset är baserat på nobelpristagaren Elfriede Jelineks roman Pianolärarinnan från 1983.
I filmen ingår musik av bland andra Franz Schubert.

## Handling
Erika är en medelålders pianolärarinna som bor med sin dominanta mor. Hennes sexuella och känslomässiga hämningar tar sig uttryck i självskadebeteende och parafilier såsom masochism och voyeurism. En dag möter Erika den unge Walter, en student med viss musikalisk begåvning. Walter fattar tycke för Erika, men hennes initiala respons är kylig, och när han önskar bli hennes elev försöker hon förhindra detta.
Efter en incident då Erika saboterar för en ung pianist, Anna, genom att lägga krossat glas i hennes jackficka, besvarar hon dock Walters närmanden. Hennes kontrollbehov ger sig tillkänna genom att hon styr kärleksakten i detalj, och ställer ovanliga krav på sin partner. De två inleder ett trevande och märkligt förhållande, för vilket Erika ständigt dikterar villkoren.
Deras förhållande tar en annan vändning när Erika överlämnar ett brev till Walter, i vilket hon förklarar sin längtan efter att bli slagen och förnedrad, gärna inför sin mor. Walter äcklas av Erikas fantasier och drar sig undan, men tar sig senare in i Erikas lägenhet där han misshandlar och våldtar henne. Även om detta i mångt och mycket sker i enlighet med Erikas önskemål, tycks det som att förverkligandet av hennes fantasier inte är vad hon föreställt sig.
Dagen efter denna händelse ska Erika hoppa in som konsertpianist för Anna, eleven som hon skadade. Hon står tillsammans med sin mor i foajén, där hon träffar Anna och hennes mor. Hon möter också Walter, som hälsar nonchalant och glatt går vidare. När Erika blivit ensam hugger hon sig själv i axeln med en kökskniv. Skadan hon åsamkar tycks relativt lindrig, men hennes vidare öde avslöjas inte.

## Rollista
- Isabelle Huppert – Erika Kohut
- Annie Girardot – modern
- Benoît Magimel – Walter Klemmer
- Susanne Lothar – fru Schober
- Anna Sigalevitch – Anna Schober
- Udo Samel – doktor Blonskij
- Cornelia Köndgen – fru Blonskij

## Musik i filmen
- Franz Schubert: Pianosonat i A dur, D.959, Pianotrio i Ess-dur, D.929

## Priser
2002 vann filmen pris vid filmfestivalen i Cannes för bästa manliga skådespelare (Benoît Magimel), bästa kvinnliga skådespelare (Isabelle Huppert) och juryns Grand Prix (Michael Haneke).